# Sjednocená arabská republika
Sjednocená arabská republika (SAR, arab. الجمهورية العربية المتحدة, al-Gumhūrīyah al-‘Arabīyah al-Muttaḥidah) byl federativní stát zformovaný unií Egypta a Sýrie v roce 1958 (Jemenské království připojení nerealizovalo). Po vystoupení Sýrie z unie v roce 1961 si tento název ponechal Egypt až do roku 1971, kdy se přejmenoval na Egyptskou arabskou republiku.

## Vznik

### Egypt
Revoluce v Egyptě v roce 1952 znamenala odklon Egypta od stávající politiky a prosazování panafrických a panarabských ideologií. Hlavním představitelem této ideologie byl generál Gamál Abd an-Násir. Egypt byl velkým zastáncem dekolonizačního procesu a snažil se různými způsoby podporovat protikoloniální hnutí, aby získal větší vliv především v oblasti Afrického rohu a zbytku Afriky. Jeho nápad znárodnit Suezský průplav a vykázat z Egypta britská vojska mu přinesl prestiž, kterou zúročil na konferenci v Bandungu, kde se prohlásil za vůdce celého panarabského hnutí.

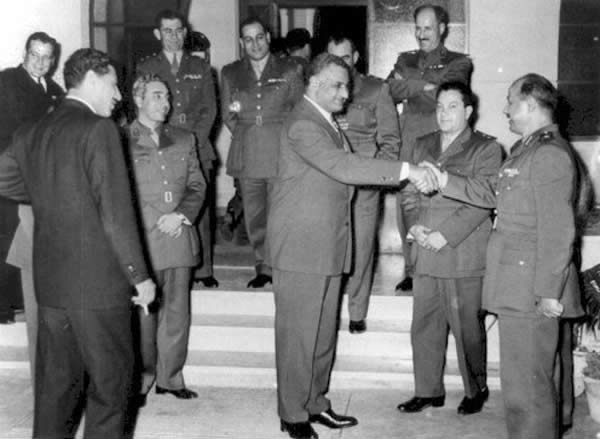
Gamál Abd an-Násir po jednání se syrskou delegací ohledně vytvoření federace

### Sýrie
Sýrie byla na rozdíl od Egypta chudým zemědělským státem, který se v té době ještě nezotavil z následků druhé světové války[zdroj?]. Zároveň byla obklopena státy, se kterými neměla příliš dobré vztahy: s Tureckem na severu vedl dlouhou diplomatickou válku o provincii Alexandretta, která nepřerostla ve skutečnou válku jen díky přítomnosti francouzských vojsk, a s Izraelem na jihu, na který s dalšími arabskými státy zaútočila krátce po jeho vzniku, což vyvolalo první arabsko-izraelskou válku.
Sýrie proto hledala mocnějšího spojence i za cenu ztráty vlastní suverenity. Ohlasy na vznik většího panarabského státu byly kladné i z toho důvodu, že Sýrie byla kolébkou panarabských ideologií – první pokusem o panarabský stát bylo fajsalské království v letech 1918–1920.

## Období federace 1958–1961
22. února 1958 byla ustanovena na základě dohody dvou států Sjednocená arabská republika sestávající ze Sýrie a Egypta. Hlavou státu se stal generál Násir jako prezident. Viceprezidentem se stal Akram Hourani, syrský vůdce panarabského hnutí, který však sídlil v Damašku, ačkoliv hlavním městem federace byla Káhira.
I přes to, že ústava deklarovala demokracii vycházející z moci lidu, se stala monopolní arabská nacionalistická strana Baas, mezi její členy patřili všichni členové vlády i vyšší státní úředníci.
Krátce po vzniku SAR byla rozpuštěna všechna syrská politická uskupení. Parlament Syrské federální republiky byl rozpuštěn. Stát měl mít decentralizovanou podobu, kde by neexistovala žádná centrální legislativní a výkonná moc, ale několik lokálních administrativních celků, které by byly podřízeny přímo prezidentovi.

### Ústava
Ústava SAR inklinovala k socialistickým teoriím, a to především k teorii vědeckého socialismu, modifikovaného pro potřeby panarabského hnutí na tzv. arabský socialismus. Jméno arabský socialismus mělo podněcovat arabská nacionální hnutí v jiných zemích. V podstatě jsou však rozdíly mezi vědeckým socialismem a arabským socialismem minimální.
Ústava nově vzniklé republiky z roku 1958 nijak neupravovala vnitřní vztahy mezi Egyptem a Sýrií.

### Zahraniční vztahy
Egypt inklinoval po revoluci v roce 1952 k socialismu, to ho přivedlo ke spolupráci se SSSR a zbytkem východního bloku. Východ podporoval Egypt ekonomicky (např. pomocí půjček), hospodářsky (např. přítomností odborníků z východního bloku), ale i vojensky (zbrojními dodávkami). Egypt ani SAR se však nikdy nepřidali k zemím východního bloku, spolu s Jugoslávií a Indií byli jedním z čelných představitelů Hnutí nezúčastněných zemí.

#### Vztahy k arabským zemím
Libanon považoval Sjednocenou arabskou republiku za hrozbu a předpokládal, že se stane satelitním státem SSSR. Jordánsko a předrevoluční Irák soupeřili se Sjednocenou arabskou republikou o vliv v oblasti, avšak po revoluci v Iráku v roce 1958, kdy se k moci dostala vojenská junta, se stali Irák a SAR blízkými spojenci. SAR deklarovala Iráku nezávislost a generál Násir prohlásil, že jakýkoliv pokus o útok na Irák bude brán jako útok na samotnou SAR. Irák zvažoval i připojení k SAR, o čemž svědčí i změna vlajky, která se lišila od vlajky SAR jen tím, že měla v bílém středovém pruhu tři zelené hvězdy místo dvou.

Vlajka Iráku v letech 1963–1990

#### Vztahy k USA
USA považovaly SAR za satelit SSSR, v reakci na iráckou revoluci posílily kvůli obavám ze zvyšujícího se vlivu komunismu v oblasti svou vojenskou přítomnost v Libanonu a v Jordánsku.

## Rozpad

### Rozdíly federálních republik
Ekonomické, hospodářské, kulturní a společenské rozdíly vytvářely bariéru mezi oběma federálními republikami. Egypt, který se snažil stát se lídrem panarabského hnutí, měl do jisté míry vytvořeny průmyslové kapacity, zatímco Sýrie byla chudým zemědělským státem.[zdroj?]
Mezi federálními republikami existovala nevyváženost v počtu obyvatel, obyvatelé Egypta byli navíc národnostně mnohem homogennější, obyvatelé Sýrie tvořili více etnik, z nichž ani jedno výrazně nedominovalo nad druhým. Diktátorský režim generála Násira vytvářel secesní proudy uvnitř Sýrie, které byly ještě více umocněny hospodářskou zaostalostí a ekonomickými rozdíly.
Státy SAR nestihly ani vytvořit za dobu jejího trvání společnou měnu.
Neméně významným faktem, který rozděloval Sjednocenou arabskou republiku, byla přítomnost státu Izrael, kvůli kterému neměly federální republiky SAR společnou hranici, a který byl brán jako její úhlavní nepřítel.

### 28. září 1961
SAR se de facto rozpadla 28. září 1961 vystoupením Sýrie z federace. Osamostatnění Sýrie předcházely pouliční protesty a nespokojenost části syrské populace s neschopností Egypta účinně Sýrii ekonomicky pomáhat. Protesty vedly až k tomu, že strana Baas ztratila moc a nebyla schopna zabránit osamostatnění, Egypt sám o sobě neměl kapacity k tomu, aby osamostatnění zabránil.
Egypt si ponechal jméno Sjednocená arabská republika až do roku 1971.